# St. Theresia (München)

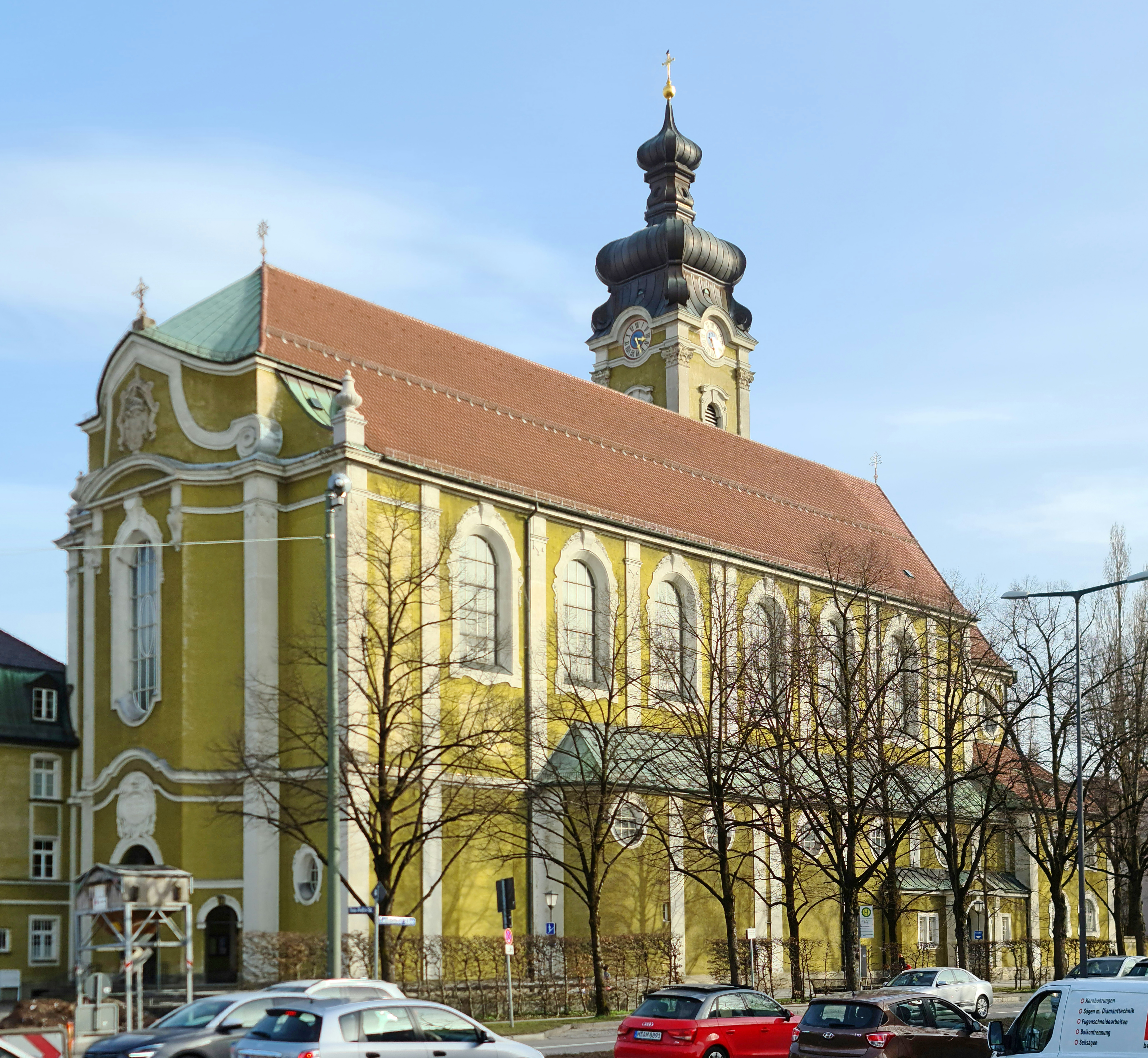
St. Theresia

Turm der Pfarrkirche St. Theresia

St. Theresia ist eine römisch-katholische Pfarr- und Klosterkirche der Unbeschuhten Karmeliten im Münchener Stadtbezirk Neuhausen-Nymphenburg. Sie wurde in den Jahren 1922 bis 1924 nach Entwürfen des Architekten Franz Xaver Boemmel im Stil des Neobarock errichtet.

## Baugeschichte
Der Bau der Kirche geht auf die Initiative der Karmeliten zurück, die seit 1921 die Wiedererrichtung einer Ordensniederlassung in München betrieben. Da die Gebäude des alten Karmelitenklosters in der Altstadt nach der Säkularisation 1802 entweder zerstört oder einer neuen Nutzung zugeführt worden waren, wies man den Brüdern den heutigen Standort der Kirche zur Besiedelung zu (heute Dom-Pedro-Straße 39–41). 1922 begannen die Bauarbeiten der Klostergebäude unter Leitung von Baumeister Jung nach Plänen Franz Xaver Boemmels. Der Grundstein der Kirche wurde am 22. Oktober 1922 gelegt, die Schlussweihe vollzog der Erzbischof von München und Freising Kardinal Faulhaber am 14. Dezember 1924; die Fertigstellung der Ausstattung zog sich allerdings noch bis ins Jahr 1935 hin. Aus Anlass des 300. Jahrestages ihrer Heiligsprechung erhielt die Kirche das Patrozinium der Karmelitin Theresia bzw. Teresa von Ávila. Am 1. Januar desselben Jahres richtete die Erzdiözese die heutige Pfarrei ein, deren seelsorgerische Betreuung nach langen Verhandlungen mit der Ordensleitung in Rom den Karmeliten übertragen worden war.

## Architektur

### Maße
- Außenhöhe des Langhauses: 31 m
- Innere Länge des Langhauses: 38 m
- Innere Breite des Langhauses: 18 m (mit Abseiten: 24 m)
- Lichte Innenhöhe des Langhauses: 21 m
- Turmhöhe: 62 m

### Lage und Außenbau

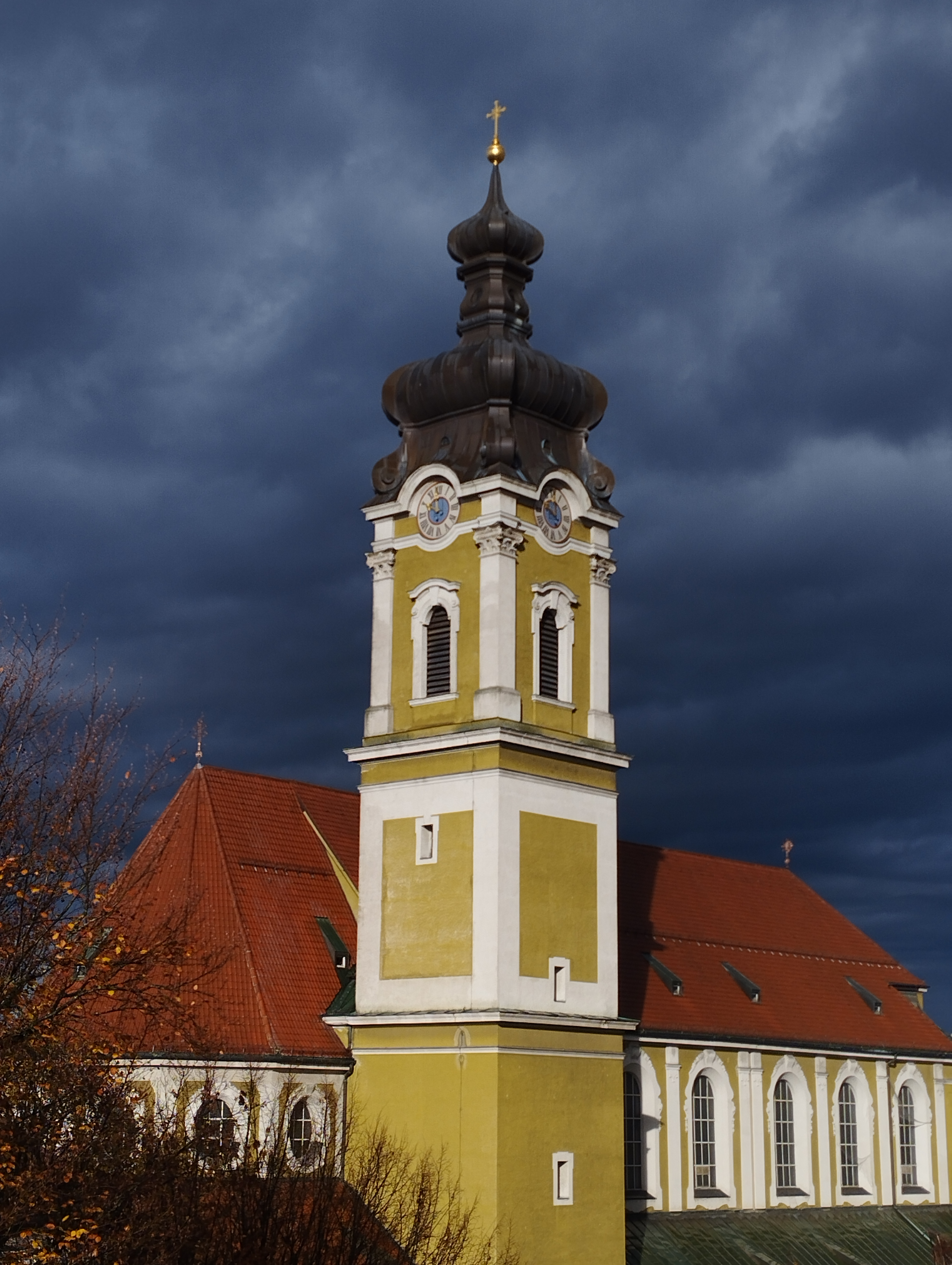

Die Kirche liegt in exponierter Lage an der Landshuter Allee und musste aus städtebaulichen Gründen nach Süden gerichtet werden. Die hohe, schmale Kubatur des Langhauses mit seinen hoch liegenden Fenstern und den niedrigen Anräumen, die sich in der Art eines Umgangs um den Chor herumziehen, verleihen dem Bau eine basilikale Erscheinung. Die Nordfassade ist hinter die Flucht der Dom-Pedro-Straße zurückgesetzt, wodurch ihre repräsentative Wirkung gesteigert wird. Sie wird durch flache Wandpilaster in drei vertikale Achsen und durch weit auskragende Gesimsbänder in drei horizontale Geschosse gegliedert. Die Mittelachse schwingt durch die Vermittlung konkaver Mauerstücke vor und enthält das Hauptportal sowie das große Nordfenster mit bekrönendem Segmentgiebel. Darüber erhebt sich ein reich profilierter Volutengiebel, der das Wappen des Karmelitenordens im Relief enthält. Die Langhauswände und der eingezogene, in fünf Achteckseiten geschlossene Chor sind durch schlichte Wandpilaster, Gesimse und dekorative Fenstereinfassungen aus Stuck bereichert. Das Obergeschoss des Glockenturms an der Nordseite des Chors verfügt hingegen über reiche korinthische Eckpilaster und eine kräftige Gesimsgliederung; den Abschluss bildet eine geschnürte Zwiebelhaube mit abgeschrägten Ecken über Volutenansätzen und bekrönender Laterne.

### Inneres

St. Theresia von Innen

Das Langhausinnere der Theresienkirche präsentiert sich als weitläufiger Saal. Die Seitenwände besitzen einen zweiteiligen basilikalen Aufbau aus Arkaden- und Obergadenzone; flache korinthische Wandpilaster teilen das Langhaus in sechs Joche, wobei das nördliche vollständig von der Orgelempore mit geschwungener Brüstung eingenommen wird, die auf zwei toskanischen Säulen ruht. Unter der Empore befinden sich beidseitig die die Eingangshallen der Seitenportale. Die Pilaster strahlen im Langhaus oberhalb des umlaufenden, verkröpften Gebälks Gurtbögen aus. Diese spannen zwischen sich eine korbbogige Stichkappentonne in Rabitzkonstruktion auf, die mit farbig gefasstem Rahmenstuck versehen sind. Die Raumgestaltung lehnt sich zwar an die bei den Karmeliten verbreiteten Schemata der Basilika und der Wandpfeilerkirche an. Allerdings öffnen sich die Arkaden des Langhauses von St. Theresia lediglich in gegeneinander abgemauerte Abseitenkapellen.
Den Übergang zum Chorraum bildet ein kurzes Vorchorjoch mit ausgerundeten Südecken. Breite Pilasterbündel, ein Stuckrahmen mit beidseitigen Volutenansätzen und eine bekrönende Kartusche mit dem Wappen des Karmeliterordens zeichnen den Chorbogen aus. Im eingezogenen, ausgeschiedenen Chor setzt sich die Gliederung des Langhauses fort. Da das Chorrund von niedrigen Anbauten umgeben ist, erfolgt die Belichtung ausschließlich durch längsovale Okuli in der Apsiskalotte.

## Ausstattung
Die fast vollständig erhaltene bauzeitliche Ausstattung unterscheidet sich von der eng an originalen barocken Vorbildern orientierten Architektur durch die freiere Anwendung der Schmuckformen, die Einflüsse des Jugendstils erkennen lassen. Dies trifft insbesondere auf den Hochaltar mit flankierenden Leuchterengeln von Georg Schreiner (1926) zu, der durch seinen blockhaften Aufbau besticht. Über dem Tabernakel enthält das Retabel ein Hochrelief mit der heiligen Theresia im Zentrum, beidseitig begleitet von Engeln mit Symbolen, die sich auf die Vita der Kirchenpatronin beziehen. Bei den beiden Seitenaltären (1927) im Vorchorjoch handelt es sich um reich skulptierte, säulenlose Aufbauten mit großformatigen Gemälden von Martin von Feuerstein.
|  |  |  |  |  |  |

### Orgel

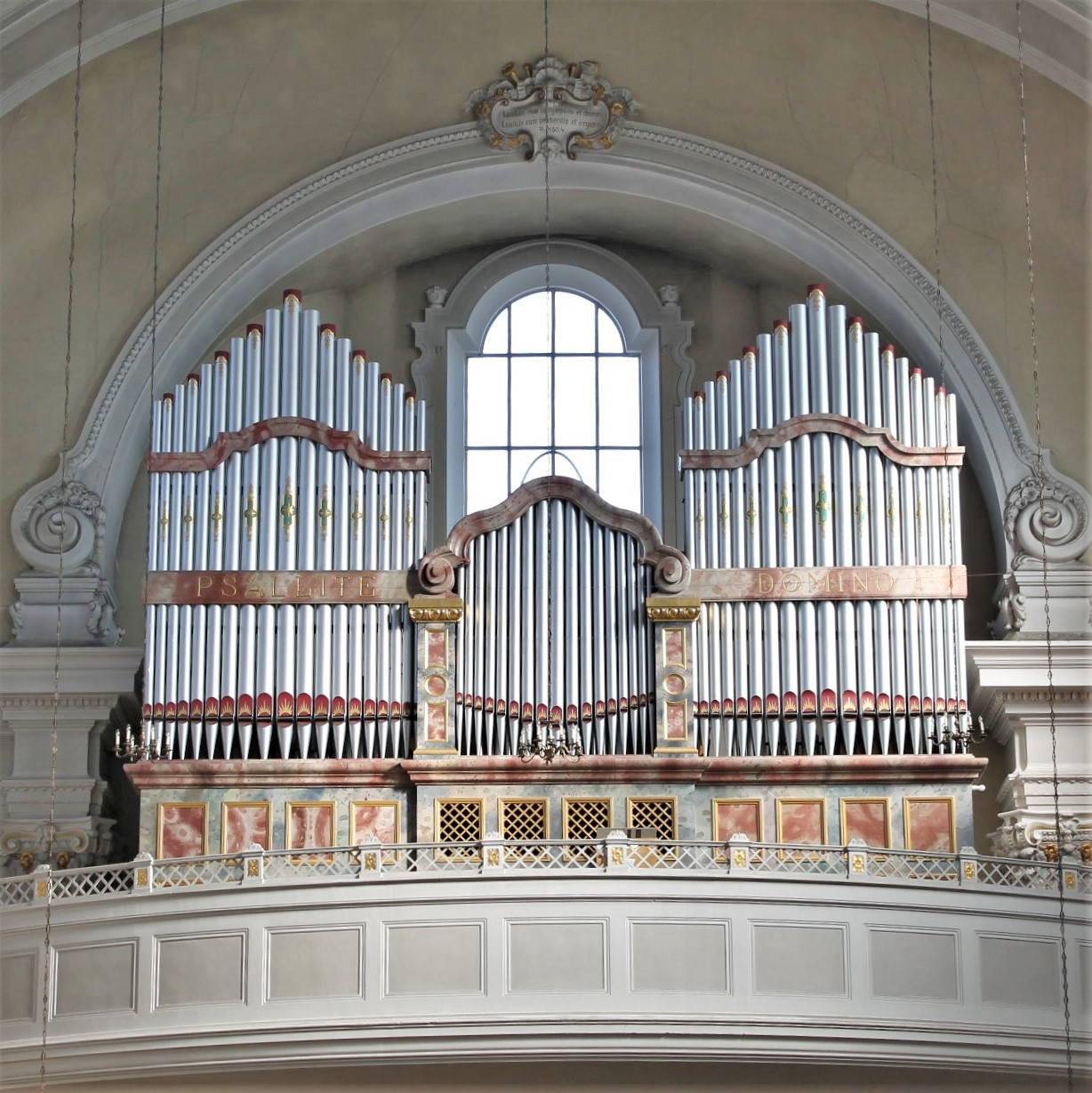
Orgel

Die derzeitige Orgel wurde ursprünglich 1976 von dem Orgelbauer Wilhelm Stöberl erbaut, und 1999 sowie 2016 erweitert und umgebaut. Der Prospekt und einige Register stammen noch von der Vorgänger-Orgel, die Willibald Siemann 1924 gebaut hatte. Das Instrument hat 43 Register auf drei Manualen und Pedal und ist seit den letzten Umbauten wieder stärker in Anlehnung an den französisch-romantischen Stil disponiert. Die Spieltraktur und die Koppeln sind mechanisch, die Registertrakturen sind elektrisch. Das Pedalregister Prinzipal 32′ ist ein akustisches Register. Das Instrument verfügt seit 1999 über einen neuen Spieltisch, der in Anlehnung an Vorbilder des Orgelbauers Aristide Cavaillé-Coll erbaut wurde.
| I Hauptwerk C–g3 |            |     |     |
| 1.               | Prinzipal  | 08′ |     |
| 2.               | Flaute     | 08′ | (S) |
| 3.               | Oktave     | 04′ |     |
| 4.               | Rohrflöte  | 04′ | (S) |
| 5.               | Oktave     | 02′ |     |
| 6.               | Mixtur V   |     |     |
| 7.               | Cornet     | 08′ |     |
| 8.               | Bombarde 0 | 16′ |     |
| 9.               | Trompete   | 08′ |     |

| II Brustwerk C–g3 |              |       |     |
| 10.               | Gedackt      | 8′    | (S) |
| 11.               | Prinzipal    | 4′    |     |
| 12.               | Flöte        | 4′    |     |
| 13.               | Prinzipal    | 2′    |     |
| 14.               | Quinte       | 1 ⁄3′ |     |
| 15.               | Scharff IV 0 |       |     |
| 16.               | Vox Humana 0 | 8′    |     |
| 17.               | Krummhorn    | 8′    |     |
|                   | Tremulant    |       |     |

| III Schwellwerk C–g3 |                |         |        |
| 18.                  | Bordun         | 16′     | (S)    |
| 19.                  | Prinzipal      | 08′     | (S)    |
| 20.                  | Gambe          | 08′     | (S)    |
| 21.                  | Voix céleste   | 08′     | (2016) |
| 22.                  | Gedackt        | 08′     | (S)    |
| 23.                  | Prinzipal      | 04′     |        |
| 24.                  | Traversflöte 0 | 04′     | (S)    |
| 25.                  | Nasat          | 02 ⁄3′  |        |
| 26.                  | Nachthorn      | 02′     |        |
| 27.                  | Terz           | 01 3⁄5′ |        |
| 28.                  | Mixtur III 0   |         |        |
| 29.                  | Dulzian        | 16′     |        |
| 30.                  | Trompete       | 08′     | (S)    |
| 31.                  | Oboe           | 08′     | (S)    |
|                      | Tremulant      |         |        |

| Pedalwerk C–g3 |              |        |     |
| 32.            | Prinzipal    | 32′    |     |
| 33.            | Subbass      | 16′    | (S) |
| 34.            | Violon       | 16′    | (S) |
| 35.            | Oktavbass    | 08′    | (S) |
| 36.            | Cello        | 08′    | (S) |
| 37.            | Gedeckt      | 08′    |     |
| 38.            | Choralbass 0 | 04′    | (S) |
| 39.            | Flöte        | 02′    |     |
| 40.            | Hintersatz   | 02 ⁄3′ |     |
| 41.            | Posaune      | 16′    | (S) |
| 42.            | Trompete     | 08′    | (S) |
| 43.            | Schalmey     | 04′    |     |

- Anmerkung

(S) = originales Register von Willibald Siemann (1924)

### Glocken
Im Turm finden sich fünf Bronzeglocken. Vier davon stammen aus der Glockengießerei Johann Hahn aus Landshut, darunter die kleinste Glocke des Geläuts, die als einzige Teil des ersten Geläuts von 1924 war. Mit einer Glocke aus der Glockengießerei Rudolf Perner aus Passau ergänzt, wurde das ursprüngliche, ausgefüllte Salve-Regina-Motiv wiederhergestellt.
Somit ist die Schlagtonfolge identisch mit der von St. Willibald in Laim. Das dortige Geläute wurde ebenfalls von Johann Hahn gegossen.
| Nr. | Name | Gussjahr | Gießer                        | Durchmesser [mm] | Masse [kg] | Nominal |
| --- | ---- | -------- | ----------------------------- | ---------------- | ---------- | ------- |
| 1   |      | 1948     | Glockengießerei Johann Hahn   | 1.480            | 1.750      | des1    |
| 2   |      | 1977     | Glockengießerei Rudolf Perner | 1.330            | 1.374      | es1     |
| 3   |      | 1948     | Glockengießerei Johann Hahn   | 1.090            | 810        | f1      |
| 4   |      | 1948     | Glockengießerei Johann Hahn   |                  | 450        | as1     |
| 5   |      | 1923     | Glockengießerei Johann Hahn   |                  | 315        | b1      |